# Andrew Jacobson
Andrew Jacobson est un joueur de soccer américain né le 25 septembre 1985 à Palo Alto en Californie. Il évolue au poste de milieu de terrain avant de se retirer du soccer professionnel en janvier 2018.

## Biographie
Ancien joueur de l'Université de Californie à Berkeley, il est mis à l'essai par le FC Lorient sur les conseils de Pascal Bedrossian ancien joueur du club. Le 30 janvier 2008, il signe un contrat de 6 mois en faveur du club breton, mais ne joue aucun match en raison d'une fracture du métatarse du pied gauche. En janvier 2009, le site du FC Lorient indique que celui-ci retourne aux États-Unis. Il rebondit alors en MLS pour la saison 2009 au DC United. Après des expériences à Philadelphia Union puis au FC Dallas, il devient le cinquième joueur de la nouvelle franchise new-yorkaise du New York City FC pour la saison 2015. En attendant, il est directement prêté au club norvégien de Stabæk.
Après être arrivé aux Whitecaps de Vancouver en mars 2016, Andrew Jacobson annonce son retrait du soccer professionnel le 17 janvier 2018,.

## Récompenses individuelles
- 2007 : Meilleur joueur du Pac-10
- 2007 : Joueur de l’équipe type de la NSCAA

## Statistiques
| Saison                | Club                  | Championnat           | Championnat | Championnat | Coupe(s) nationale(s) | Coupe(s) nationale(s) | Compétition(s) continentale(s) | Compétition(s) continentale(s) | Compétition(s) continentale(s) | Séries | Séries | Total | Total |
| Saison                | Club                  | Division              | M.          | B.          | M.                    | B.                    | Comp.                          | M.                             | B.                             | M.     | B.     | M.    | B.    |
| 2009                  | DC United             | MLS                   | 17          | 0           | 5                     | 1                     | LCC                            | 6                              | 0                              | -      | -      | 28    | 1     |
| Sous-total            | Sous-total            | Sous-total            | 17          | 0           | 5                     | 1                     | -                              | 6                              | 0                              | 0      | 0      | 28    | 1     |
| 2010                  | Philadelphia Union    | MLS                   | 25          | 0           | 1                     | 0                     | -                              | -                              | -                              | -      | -      | 26    | 0     |
| Sous-total            | Sous-total            | Sous-total            | 25          | 0           | 1                     | 0                     | -                              | 0                              | 0                              | 0      | 0      | 26    | 0     |
| 2011                  | FC Dallas             | MLS                   | 27          | 1           | 2                     | 0                     | LCC                            | 5                              | 0                              | 1      | 0      | 35    | 1     |
| 2012                  | FC Dallas             | MLS                   | 31          | 1           | 1                     | 0                     | -                              | -                              | -                              | -      | -      | 32    | 1     |
| 2013                  | FC Dallas             | MLS                   | 27          | 3           | 2                     | 0                     | -                              | -                              | -                              | -      | -      | 29    | 3     |
| 2014                  | FC Dallas             | MLS                   | 13          | 0           | 3                     | 0                     | -                              | -                              | -                              | -      | -      | 16    | 0     |
| Sous-total            | Sous-total            | Sous-total            | 98          | 5           | 8                     | 0                     | -                              | 5                              | 0                              | 1      | 0      | 112   | 5     |
| 2014                  | Stabæk (prêt)         | Tippeligaen           | 12          | 1           | 2                     | 0                     | -                              | -                              | -                              | -      | -      | 14    | 1     |
| Sous-total            | Sous-total            | Sous-total            | 12          | 1           | 2                     | 0                     | -                              | 0                              | 0                              | 0      | 0      | 14    | 1     |
| 2015                  | New York City FC      | MLS                   | 33          | 1           | 1                     | 0                     | -                              | -                              | -                              | -      | -      | 34    | 1     |
| Sous-total            | Sous-total            | Sous-total            | 33          | 1           | 1                     | 0                     | -                              | 0                              | 0                              | 0      | 0      | 34    | 1     |
| 2016                  | Vancouver Whitecaps   | MLS                   | 26          | 2           | 2                     | 0                     | LCC                            | 3                              | 0                              | -      | -      | 31    | 2     |
| 2017                  | Vancouver Whitecaps   | MLS                   | 21          | 2           | 0                     | 0                     | LCC                            | 3                              | 0                              | 1      | 0      | 25    | 2     |
| Sous-total            | Sous-total            | Sous-total            | 47          | 4           | 0                     | 0                     | -                              | 6                              | 0                              | 0      | 0      | 53    | 4     |
| Total sur la carrière | Total sur la carrière | Total sur la carrière | 232         | 11          | 19                    | 1                     | -                              | 17                             | 0                              | 2      | 0      | 270   | 12    |